# 어랑역
어랑역(漁郞驛)은 조선민주주의인민공화국 함경북도 어랑군 어랑읍에 위치한 평라선의 철도역이다.

## 지리
어랑역은 어랑군 어랑읍에 위치한 역이며, 역에서 약 1 km 남서쪽에 청진공항이 위치해 있다.

## 연혁
- 1924년 10월 11일: 회문역(會文驛)으로 영업 개시[1]
- 일자 불명: 어랑역으로 개칭